# Акуленко Аліна Анатоліївна
Аліна Анатоліївна Акуленко (нар. 21 грудня 1979) — українська філологиня, телеведуча, кандидат філологічних наук, асистентка, викладачка Інституту філології Київського національного університету імені Тараса Шевченка, головна редакторка освітньо-виховних програм Національної радіокомпанії України.

## Життєпис
Народилася 21 грудня 1979 в місті Щорс на Чернігівщині. У 1997 році закінчила Щорську середню школу.
У березні 1997 року — переможниця Всеукраїнської олімпіади з української мови та літератури.
З 1997 по 2002 р — навчання на філологічному факультеті, а згодом в Інституті філології Київського національного університету імені Тараса Шевченка. Отримала фах — філолог, магістр української мови та літератури.
З 2002 року по 2006 р — навчання в аспірантурі (заочно) при кафедрі сучасної української мови Інституту філології Київського національного університету імені Тараса Шевченка.
27 квітня 2007 Акуленко А. А. захистила кандидатську дисертацію на тему «Лексикон школяра: семантика, структура, функціонування» під керівництвом професора кафедри сучасної української мови Чумака В.В.
У жовтні 2008 року закінчила курс радіоменеджменту «Дойче Велле» у Німечнині (Course № DMA8M10 Radio Management, Deutsche Welle (DW — Akademie), Bonn, Germany).
З 2000 року працює в головній редакції освітньо-виховних програм Національної радіокомпанії України. З 2001 року — ведуча ТРК «Ера». Є ведучою таких радіопередач, як: «Школяда», «Недільний трамвай», «Товариство».

## Радіопрограми
- Усвідомлений вибір: абетка виборця[3]
- Спецпроєкт «Без них цей день був би інакшим…»[4]

## Основні праці
- Параметри внутрішнього лексикону дитини шкільного віку [Текст]: автореф. дис. на здоб. наук. ступеня канд. філол. наук: [спец.] 10.02.01 «Укр. мова» / А. А. Акуленко ; Київський нац. ун-т імені Тараса Шевченка, Ін-т філології. — К., 2007. — 21 с